# Passage du Clos-Bruneau
Le passage du Clos-Bruneau est une voie uniquement piétonnière située dans le quartier de la Sorbonne dans le 5e arrondissement de Paris.

## Situation et accès
Le passage du Clos-Bruneau est desservi par la ligne 10 à la station Maubert - Mutualité.

## Origine du nom
Cette voie est ouverte sur l'ancien clos Bruneau qui était un terrain pierreux, « bruneau » signifiant « pierreux ».

## Historique

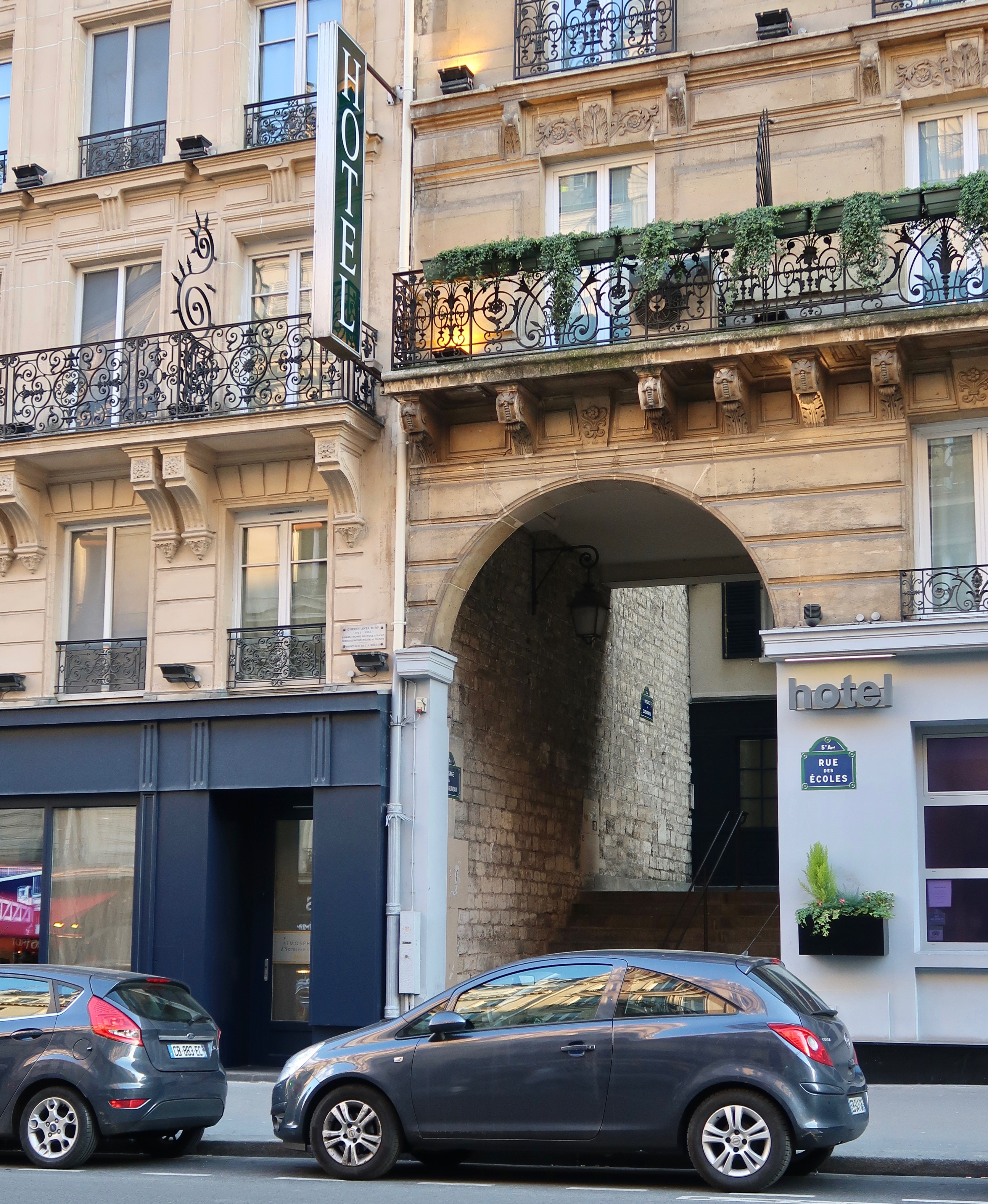
Entrée depuis la rue des Écoles.

Cette voie qui fut créée au XIIe siècle sur le clos Bruneau fut appelée « rue Judas », nom relevé dès 1243, sans doute en raison de la présence d'habitants de confession juive qui furent expulsés du royaume en 1182 par Philippe Auguste.
Elle est citée dans Le Dit des rues de Paris, de Guillot de Paris, sous la forme « rue Judas ».
Elle est citée sous le nom de « rue de Judas » dans un manuscrit de 1636.
La « rue Judas » commençait rue de la Montagne-Sainte-Geneviève, où elle prolongeait la rue Traversine, et finissait rue des Carmes. Elle était située dans l'ancien 12e arrondissement de Paris.
Les numéros de la rue étaient rouges. Le dernier numéro impair était le no 19 et le dernier numéro pair était le no 14.
En 1838, la voie prend le nom de « passage du Clos-Bruneau » et devient une impasse finissant par un escalier donnant sur la rue des Écoles, lors du percement de celle-ci et de la restructuration de l'ancienne rue du Clos-Bruneau.